# Jack Kilby
Jack St. Clair Kilby (Jefferson City (Missouri), 8 november 1923 – Dallas (Texas), 20 juni 2005) was een Amerikaanse natuurkundige, uitvinder van de geïntegreerde schakeling en Nobelprijswinnaar.

## Biografie
Kilby groeide op in Great Bend (Kansas) waar zijn vader Hubert Kilby directeur was van een elektriciteitsbedrijfje. Zijn moeder was Vina Freitag Kilby. Op jonge leeftijd was hij al bezig met elektronica, waaronder het in elkaar zetten van radiozendapparatuur. Ondanks de latere successen zakte hij in 1941 voor het toelatingsexamen van de Massachusetts Institute of Technology; hij kwam 3 punten tekort op de benodigde 500. In 1947 behaalde hij zijn diploma (bachelor) elektrotechniek aan de Universiteit van Illinois en in 1950 zijn mastergraad aan de Universiteit van Wisconsin. Hij onderbrak zijn studie om tijdens de Tweede Wereldoorlog zijn diensttijd te vervullen in India als radioreparateur. Na een paar jaar gewerkt te hebben voor CentraLab, een bedrijf in Milwaukee dat elektronicaonderdelen maakt, verhuisde Kilby naar Dallas (Texas) waar hij in 1958 in dienst trad van Texas Instruments (TI). In 1948 huwde hij Barbara Annegers met wie hij twee dochters kreeg, Janet en Ann.

## Carrière
Bij Texas Instruments (TI) werkte Kilby aan een opdracht voor de Amerikaanse defensie. Hij moest een micromodule ontwikkelen waarvan de componenten even groot waren. In die tijd bestonden elektronische schakelingen uit verschillende componenten (weerstanden, condensatoren en transistoren) die met draadjes aan elkaar gesoldeerd werden. De fabricage van deze schakelingen was een tijdrovend karwei en niet altijd even betrouwbaar.
Terwijl zijn collega's op zomervakantie waren boog Kilby zich over dit probleem. Kilby bekeek of hij een zes jaar oud idee van de Brit Geoffrey Dummer kon realiseren: de geïntegreerde schakeling. Op een plak germanium wist hij alle elektronische – actieve en passieve – componenten te maken. Op 12 september 1958 presenteerde Kilby zijn vinding intern en in het voorjaar van 1959 in het publiek. Circa acht maanden nadat Kilby het IC (integrated circuit) presenteerde, kwam Robert Noyce van Fairchild Semiconductor (later Intel) met een makkelijker produceerbare variant.
Het IC en de opvolger ervan, de computerchip, zouden de wereld gaan veroveren. Volgens Kilby was dat met name vanwege de erdoor gerealiseerde kostenbesparing. Waar in 1958 het produceren van een elektronische schakeling 10 dollar kostte, krijg je voor dat bedrag nu een chip met tientallen miljoenen schakelingen.
Het IC werd al snel gebruikt in militaire producten, maar TI zag meer mogelijkheden. Op zoek naar een product dat de mogelijkheden van het IC zou kunnen demonstreren daagde de directeur van TI Kilby uit om een rekenmachine te ontwerpen die hetzelfde kon als de grote elektro-mechanische bureau-apparaten, maar die je in je zak zou moeten kunnen stoppen. Kilby werd zo de mede-uitvinder van de hedendaagse elektronische rekenmachine. Voor TI werd dit product een van haar grootste successen.
Jack Kilby is ook de uitvinder van de JK-flipflop, een eenbitsgeheugenschakeling die naar hem genoemd werd, alsmede de thermische printer en de zakrekenmachine. Hij had ruim zestig patenten op zijn naam staan.
In 1970 verlaat Kilby Texas Instruments om freelance uitvinder en consultant te worden. Van 1978 tot en met 1985 was hij buitengewoon hoogleraar Electrical Engineering aan de Texas A&M-universiteit. Hij is op 81-jarige leeftijd aan kanker overleden.

## Onderscheidingen
- In 2000 kreeg hij de Nobelprijs voor de Natuurkunde, de prijs was gewijd aan de vindingen die de basis vormden voor de huidige informatie- en communicatietechnologie. De prijs deelde hij met Herbert Kroemer en Zjores Ivanovitsj Alferov. Kilby kreeg de helft van de prijs "voor zijn aandeel in de uitvinding van de geïntegreerde schakeling", Kroemer en Alferov kregen de andere helft van prijs voor hun uitvinding van laserdiodes.
- In 1986 ontving hij de IEEE Medal of Honor, de hoogste onderscheiding van het IEEE.
- Jack Kilby heeft twee van de meest prestigieuze Amerikaanse onderscheidingen ontvangen. In 1970 is hem in het Witte Huis de National Medal of Science toegekend en in 1982 is Kilby opgenomen in de Amerikaanse National Inventors Hall of Fame.

- Gemeinsame Normdatei: 123941369
- International Standard Name Identifier: 0000 0000 7867 1817
- Library of Congress Control Number: n99037851
- MusicBrainz: 6b8d2096-eb52-4ff0-80c4-40f2c08546da
- Nationale Bibliotheek van Tsjechië: js20020520004
- Nederlandse Thesaurus van Auteursnamen: 071405968
- PIC: 313043
- LIBRIS: 230861
- SNAC: w6611207
- Système universitaire de documentation: 082115303
- Virtual International Authority File: 2444944
- WorldCat: E39PBJjhGrGbK3fh97pfdkBtrq